# Édouard Jamont
Édouard Jamont, né le 19 juillet 1831 à Saint-Philbert-de-Grand-Lieu et mort le 17 octobre 1918 à Paris, est un général français, grand-croix de la Légion d'honneur et médaillé militaire.
Sorti de l'École polytechnique en 1852, puis de l'École d'application de l'artillerie et du génie en 1854, il participe à la guerre de Crimée en 1855, à la campagne d'Italie en 1859, à l'expédition de Chine puis de Cochinchine de 1860 à 1862, à l'expédition du Mexique de 1863 à 1867. Fait prisonnier durant le siège de Metz au cours de la Guerre de 1870, il est libéré en 1871 et affecté à l'armée de Versailles. Général de brigade en 1880, il commande l'artillerie du corps expéditionnaire au Tonkin en 1885-86. Général de division en octobre 1885, il rentre en France en 1886 et commande plusieurs corps d'armée. Il devient vice-président du Conseil supérieur de la guerre de 1898 à 1900. 

## Biographie

### Famille
Édouard Jamont est le fils de Félix Jamont, propriétaire de La Maillère, maire de Saint-Philbert-de-Grandlieu (1832-1834), et d'Élise Tardiveau (fille de François-Alexandre Tardiveau).

### Formation
Après avoir étudié à l'École polytechnique (1850-1852) puis à l’École d'application de l'artillerie et du génie (1852-1854), Jamont est nommé lieutenant d'artillerie en 1854. 

### Guerre de Crimée
Envoyé en Crimée en juin 1855, il est blessé à la jambe par un boulet lors de la bataille de la Tchernaïa. Il est nommé chevalier de la Légion d'honneur.

### Campagne d'Italie (1859)
Il prend part à la campagne d'Italie (1859) et est promu au grade de capitaine. 

### Expédition de Chine et campagne de Cochinchine (1859-1862)
Entre 1859 et 1862, il participe à l'expédition de Chine et à la campagne de Cochinchine. En septembre 1860, il est cité à l'ordre du jour pour sa « belle conduite » aux batailles de Zhangjiawan et de Palikao puis promu officier de la Légion d'honneur.

### Expédition du Mexique
Il participe à l'expédition du Mexique, et est cité de nouveau en février 1865, à l'occasion de la reddition de la place d'Oajaca.

### Guerre de 1870
Chef d'escadron depuis 1869, Jamont appartient au 3e corps de l'armée de Metz lors de la guerre de 1870. Après avoir combattu à Borny, Gravelotte, Saint-Privat et Noisseville-Servigny, il est capturé par les Allemands à la suite de la capitulation française. A son retour de captivité, il participe à la campagne de 1871 à l'intérieur en tant que chef d'état-major de l'artillerie du 2e corps de l'armée de Versailles, s'illustrant notamment lors du siège du fort d'Issy.

### Expédition du Tonkin (1885-1886)
Général de brigade depuis 1880, Jamont commande l'artillerie du corps expéditionnaire au Tonkin en 1885, avant d'être nommé divisionnaire et de recevoir le commandement de la division d'occupation du Tonkin et de l'Annam en avril 1886. Il est cependant rappelé en France dès l'automne 1886 après avoir donné raison à des officiers qui avaient refusé l'entrée de leur cercle à l'administrateur de la province de Nam Định.

### Inspecteur d'armée
Le 29 décembre 1891, il est élevé à la dignité de grand officier de la Légion d'honneur.  
Commandant du 1er corps d'armée à Lille (1888) puis du 6e corps à Nancy et Châlons (1893), il est nommé inspecteur d'armée, en remplacement du général de Galliffet, en février 1895. Le 26 janvier 1895, il a refusé le portefeuille de la Guerre lors de la formation du troisième gouvernement Ribot.

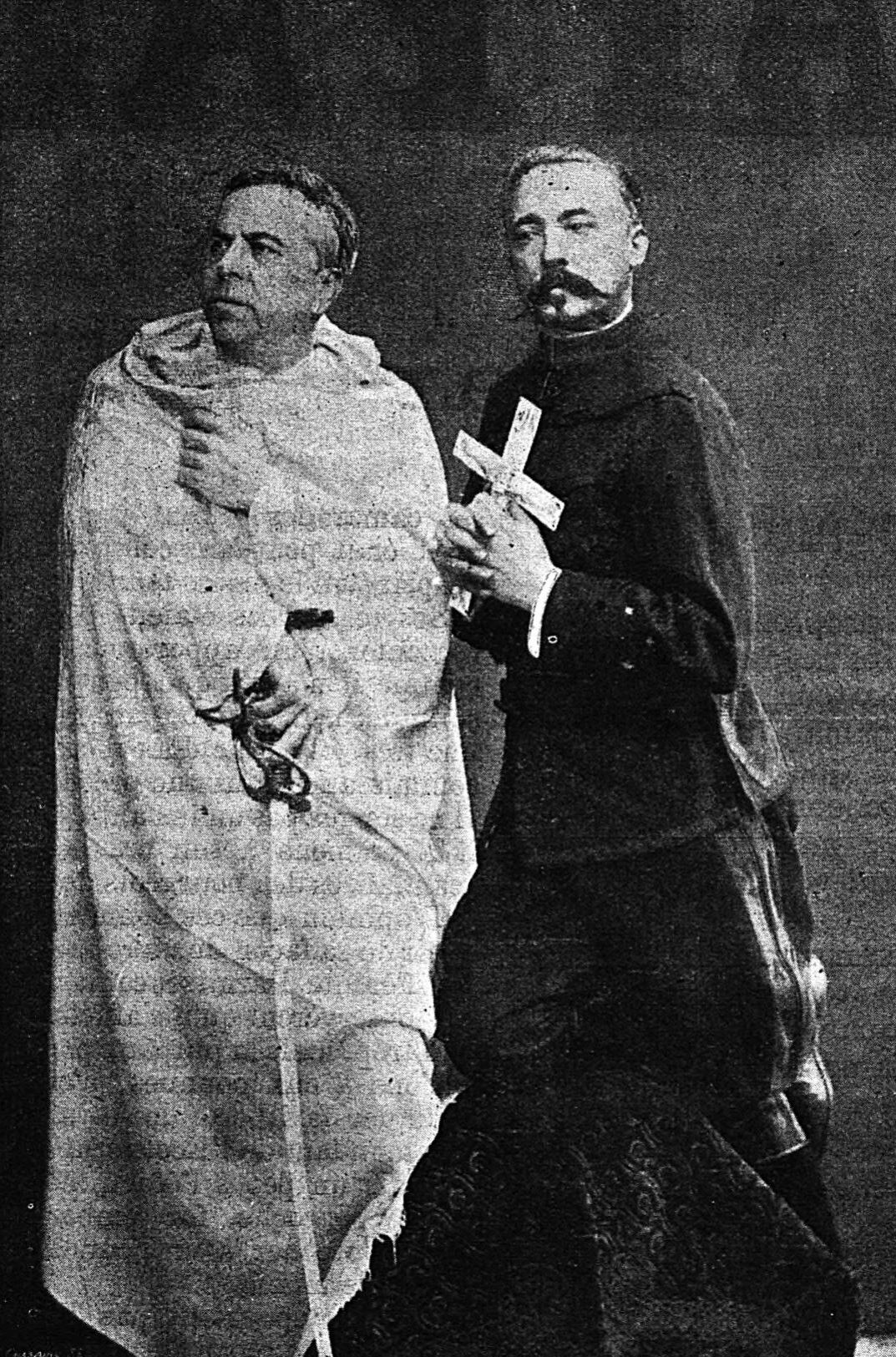
Le R.P. Jamont et le général Didon, photomontage humoristique dreyfusard (1899).

Il est élevé à la dignité de grand-croix de la Légion d'honneur le 12 juillet 1897 après 49 ans de services et 13 campagnes.  

### Membre puis vice-président du conseil supérieur de la guerre
Membre du Conseil supérieur de la guerre, il en devient le vice-président en janvier 1898, en remplacement du général Saussier. 
Le 10 juillet 1899, il est décoré de la médaille militaire, la plus haute distinction pour un officier général.  
Il démissionne cependant de ce poste prestigieux de généralissime dès le 2 juillet 1900, en réaction aux mesures du général André à l'encontre de plusieurs hauts-gradés antidreyfusards. Le général Jamont penchait en effet du côté de ces derniers lors de l'affaire Dreyfus : il avait ainsi scandalisé les républicains en cautionnant, à l'occasion d'une remise de prix, un discours excessivement militariste du père Didon (19 juillet 1898). De plus, le général Jamont aurait été influencé dans ce sens par son officier d'ordonnance, le chef d'escadron René Boucher de Morlaincourt, qui sera dénoncé comme réactionnaire, clérical et antisémite lors de l'affaire des fiches.

### Dernières années
Retraité, Jamont meurt le 17 octobre 1918 en son domicile du no 39 du boulevard de Montmorency. Le 22 octobre, après des obsèques célébrées en l'église Notre-Dame-d'Auteuil, il est inhumé au cimetière du Père-Lachaise (19e division),.

### Grades
- Sous-lieutenant (1er octobre 1852).
- Lieutenant (1er octobre 1854).
- Capitaine (20 septembre 1859).
- Chef d'escadron (24 décembre 1869).
- Lieutenant-colonel (24 février 1874).
- Colonel (25 mai 1876).
- Général de brigade (11 novembre 1880).
- Général de division (24 octobre 1885).

### Décorations
- Médaille militaire (10 juillet 1899)[12].
- Grand-croix de la Légion d'honneur (12 juillet 1897)
  - Grand officier (29 décembre 1891)
  - Commandeur (5 juillet 1887)
  - Officier (26 décembre 1860)
  - Chevalier (22 août 1855)
- Médaille commémorative de la campagne de Crimée (15 août 1856).
- Médaille commémorative de la campagne d'Italie (30 septembre 1859).
- Médaille de la valeur militaire de Sardaigne (23 mars 1860).
- Médaille commémorative de l'expédition de Chine (30 janvier 1862).
- Médaille commémorative de l'expédition du Mexique (1er novembre 1863).
- Médaille commémorative de l'expédition du Tonkin, de la Chine et de l'Annam (4 décembre 1885).

### Sources modernes
- Antoine Brébion, Dictionnaire de bio-bibliographie générale, ancienne et moderne de l'Indochine française, Paris, Société d'éditions géographiques, maritimes et coloniales, 1935, p. 203-204.
- Michel Wattel et Béatrice Wattel (préf. André Damien), Les Grand’Croix de la Légion d’honneur: De 1805 à nos jours, titulaires français et étrangers, Paris, Archives et Culture, 2009, 701 p. (ISBN 978-2-35077-135-9), p. 222.

### Sources contemporaines
- Gustave Vapereau, Dictionnaire universel des contemporains, supplément à la 6e édition, Paris, Hachette, 1895, p. 56.